# Saltdal
67°6′9″N 15°23′26″Ø / 67.10250°N 15.39056°Ø
Saltdal er en kommune i Nordland fylke i Norge. Kommunecenteret ligger på Rognan. Kommunen ligger mellem Mo i Rana og Fauske i syd og nord, med den svenske kommune Arjeplog i øst, og Bodø i vest.

## Natur
- Dypen naturreservat
- Saltfjellet naturbeskyttelsesområde
- Fiskeløysvatnet i Saltdal